# Pietro II Candiano
Pietro II Candiano (ca. 872 - 939) was de 19de doge van Venetië.

## Biografie
Hij werd in 872 geboren en was de zoon van Pietro I Candiano. Twee doges na zijn vader werd hij tot doge verkozen in 932. Hij begon de Venetiaanse expansie in Italië die door zijn opvolgers werd voortgezet. Pietro II Candiano begon ook met een strenge blokkade van Istrië, nog vroeg tijdens zijn regering. Ook staat hij bekend om het platbranden van Comacchio, een buur van Venetië en een potentiële concurrent, na een nietszeggend, diplomatiek incident. Hij stierf in 939. Pietro II Candiano was de vader van Pietro III Candiano, die in 902 geboren werd en die doge was van 942 tot 959.